# Cyclex
Cyclex is een Frans historisch merk van hulpmotoren.
De bedrijfsnaam was: Hispano Gadoux, Paris.
In 1946 werd op de Salon van Parijs deze hulpmotor geprestenteerd. Het was een project van de directeur van het bedrijf  Hispano Gadoux
Het was een tweetakt die zowel in een- als in tweecilinder uitvoering leverbaar was. De eencilinder mat 48 cc en was met de cilinder naar beneden naast het achterwiel van een fiets gemonteerd. Bij de tweecilinder (98 cc) waren beide cilinders eveneens ondersteboven aan weerszijden van het achterwiel geplaatst. De eencilinder woog 10 kg en de tweecilinder woog 16 kg. 